# Bercimuel
Bercimuel ist ein Ort und eine nordspanische Gemeinde (municipio) mit 36 Einwohnern (Stand: 2024) in der Provinz Segovia in der Autonomen Gemeinschaft Kastilien-León.

## Lage und Klima
Die Gemeinde Bercimuel liegt etwa 59 km (Fahrtstrecke) nordöstlich von Segovia in einer mittleren Höhe von ca. 965 m. Das Klima ist im Winter rau, im Sommer dagegen gemäßigt bis warm; Regen (ca. 570 mm/Jahr) fällt übers Jahr verteilt.

## Bevölkerungsentwicklung
| Jahr      | 1970 | 1981 | 1991 | 2001 | 2011 | 2021 |
| Einwohner | 138  | 108  | 81   | 84   | 46   | 23   |

## Sehenswürdigkeiten
- Tomaskirche (Iglesia de San Tomás Apóstol)

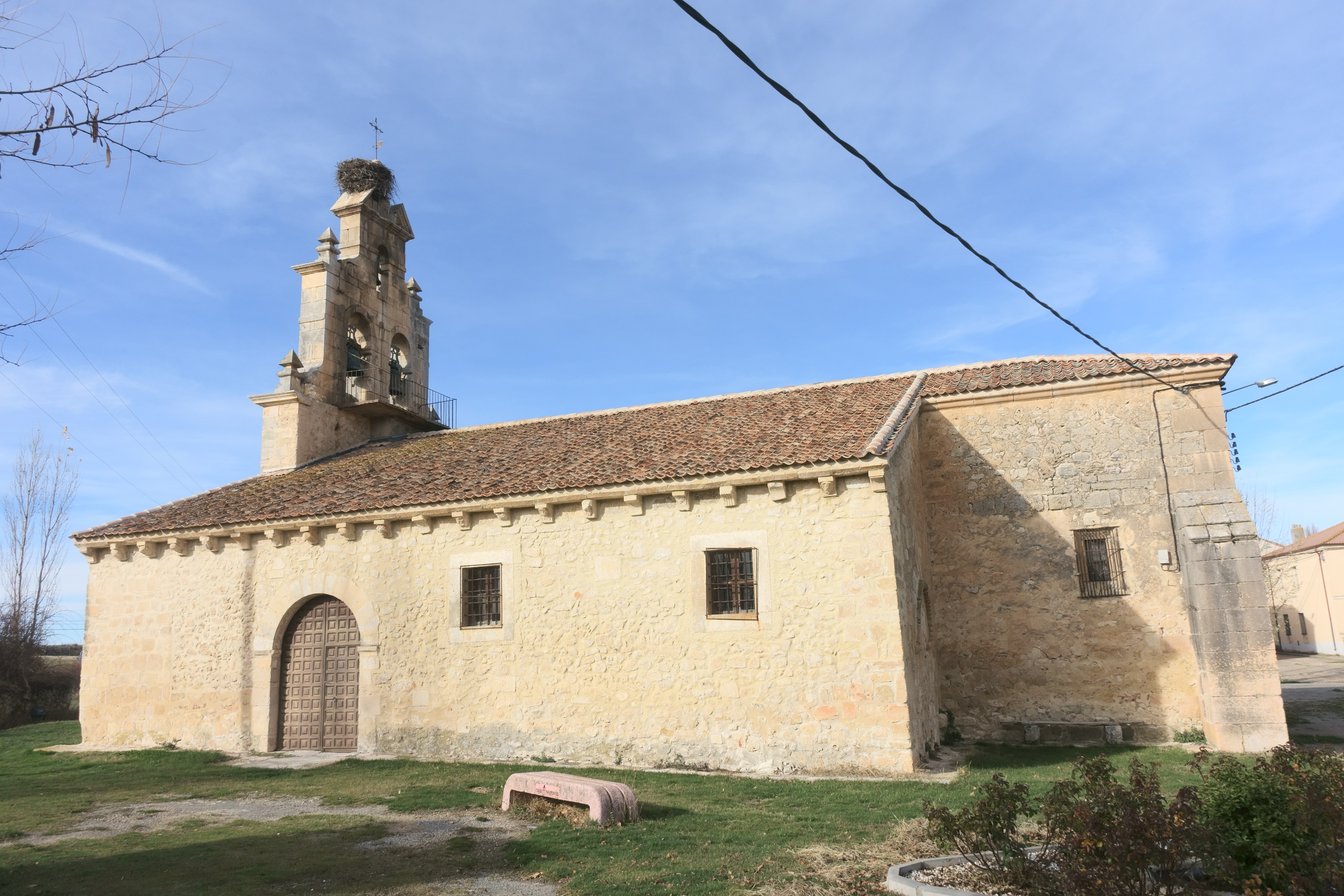
Thomaskirche
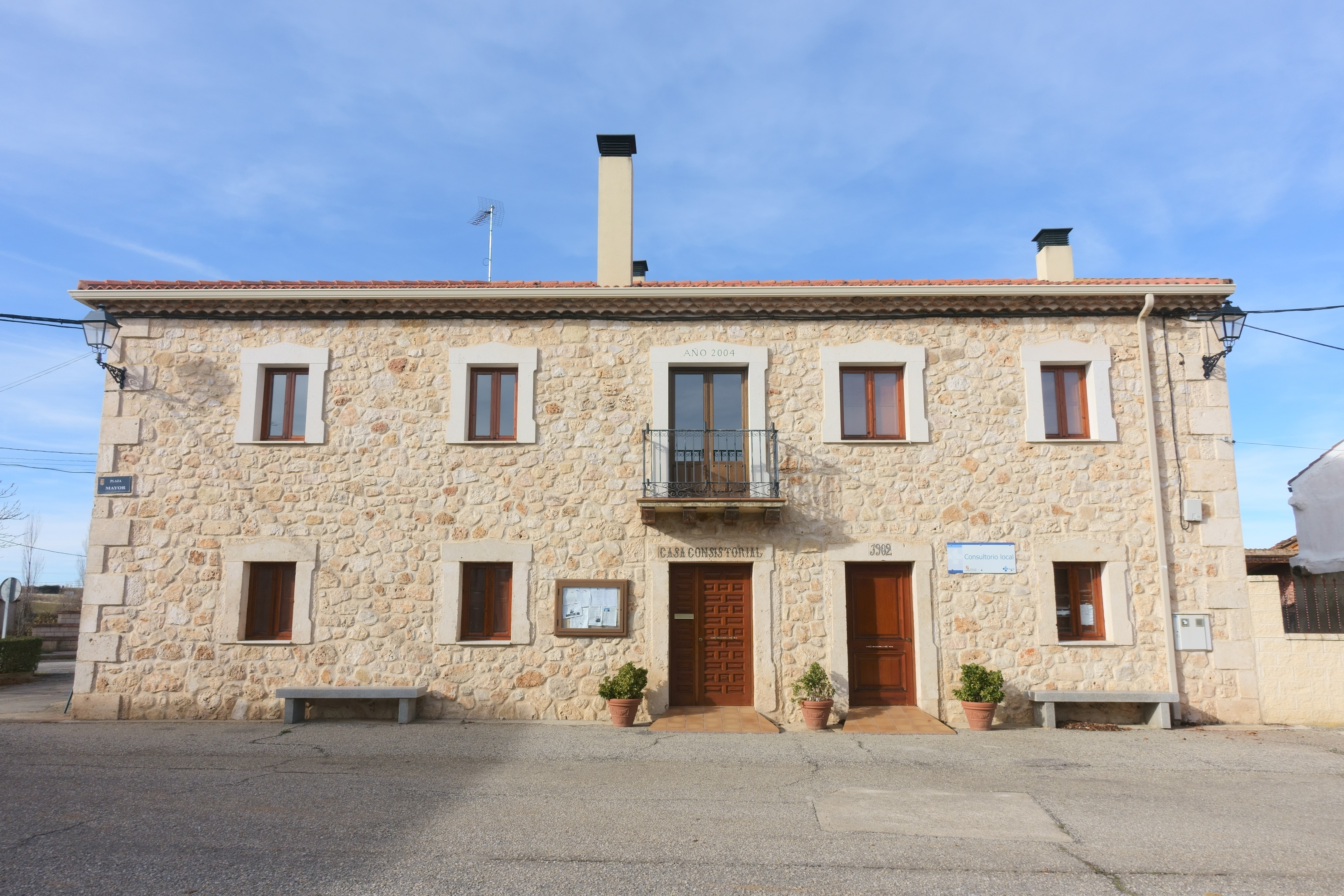
Rathaus